# 8613-as mellékút (Magyarország)
A 8613-as számú mellékút egy bő 12 kilométer hosszú, négy számjegyű országos közút Győr-Moson-Sopron vármegye déli részén; Kapuvár déli szélétől húzódik Cirák község központjáig.

## Nyomvonala
Jelenlegi állapotában Babót község közigazgatási területén indul, a 8611-es út és az M85-ös autóút csomópontjának déli körforgalmából, délnyugat felé; biztosra vehető, hogy az M85-ös átadása előtt Kapuvár és Babót határvonalán volt a kezdőpontja. Néhány lépés után a mai állapotában is eléri a két település határvonalát és mintegy 900 méteren át azt kíséri, sőt a Kis-Rába hídját elhagyva, Oszvaldmajor külterületi lakott hely mellett elhaladva teljesen kapuvári területre ér.

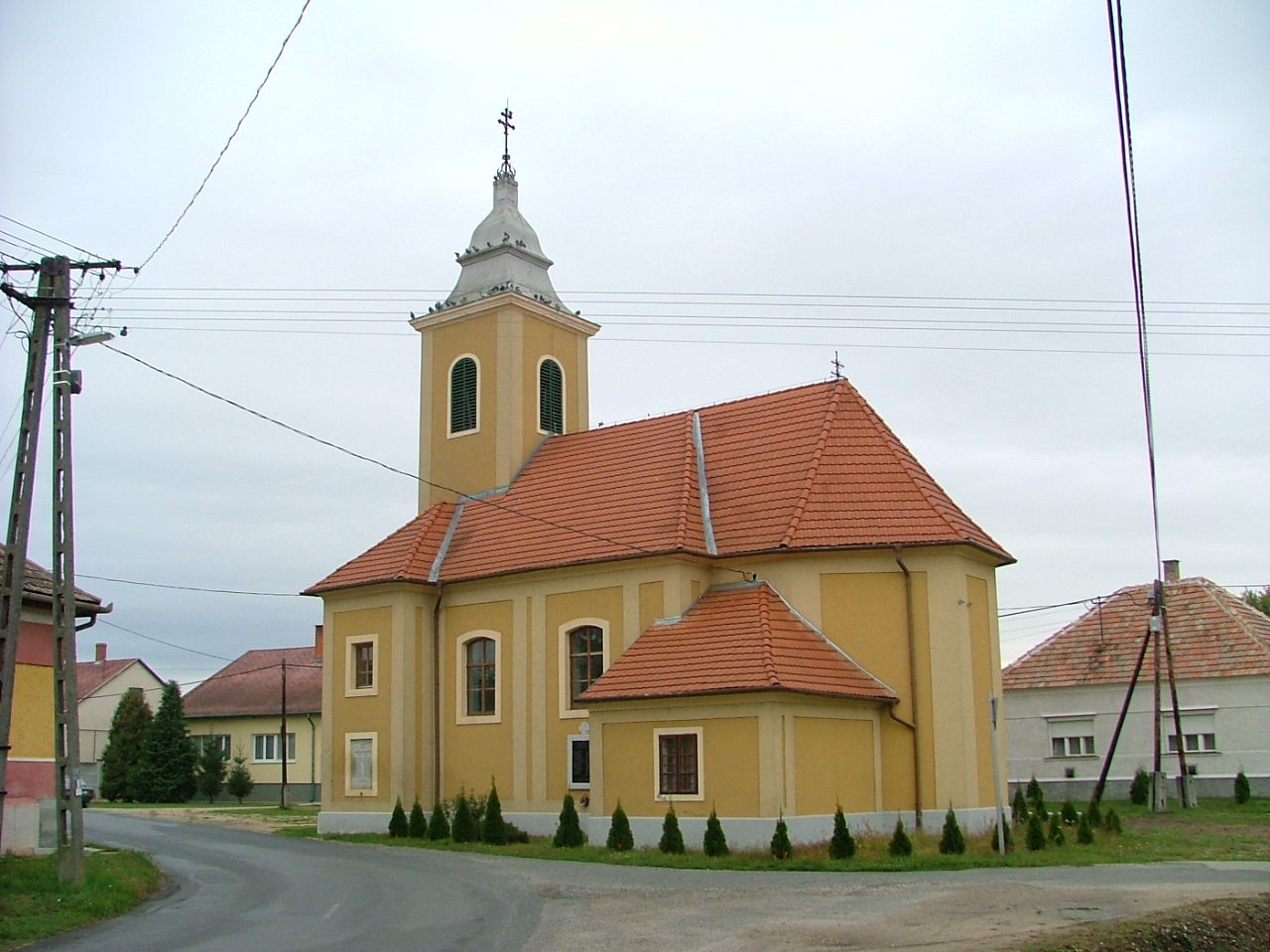
A höveji Szentháromság-templom az útnak a falun átvezető szakaszával (balra)

Majdnem pontosan másfél kilométer teljesítése után, egy újabb kisebb vízfolyást áthidalva ér az út Hövej területére. 2,4 kilométer után átszeli a Répce, majd később a Kardos-ér folyását, és még a harmadik kilométere előtt eléri a település északi szélét. A Fő utca nevet viseli szinte végig a faluban, így torkollik bele nyugat felől a 8619-es út is, bő 6 kilométer megtételét követően. Utolsó belterületi szakasza a község déli peremén a Dózsa György utca nevet viseli; így lép ki 3,8 kilométer után a település házai közül, és lépi át – nagyjából 4,4 kilométer után – Himod határát.
Himod belterületét nagyjából 6,6 kilométer után éri el, ott előbb dél felé halad, majd a központban pár száz méternyi szakaszon keletnek folytatódik, Fő utca néven. 7,5 kilométer megtételét követően újra délnek fordul és a Rákóczi utca nevet veszi fel, így torkollik bele néhány lépéssel arrébb a 8608-as út Mihályi felől. Kevéssel a 8. kilométere előtt lép ki e község belterületéről, a 9+250-es kilométerszelvénye táján pedig átlép az útjába eső következő település, Gyóró területére.
Gyóró legészakibb házait mintegy 10,5 kilométer után éri el, ott Fő út lesz a neve. A központban találkozik a keletről, Farád-Mihályi felől hozzá csatlakozó 8603-as úttal, ott rövid közös szakaszuk következik, de még a 11. kilométerének elérése előtt el is válik attól és délkeleti irányban halad tovább, Hunyadi utca néven. Nagyjából 11,5 kilométer után éri el Gyóró déli határszélét, onnét a vele mára szinte egybeépült Cirák belterületén folytatódik, Gyórói utca néven. Így is ér véget a település központjában, beletorkollva a 8612-es útba, annak a 6+450-es kilométerszelvénye táján. Folytatásának tekinthető a 8614-es út, amely Cirák központjának déli részétől húzódik tovább déli-délnyugati, később nyugati irányban, a Répce folyását kísérve Répceszemere-Bük érintésével Zsiráig.
Teljes hossza, az országos közutak térképes nyilvántartását szolgáló kira.gov.hu adatbázisa szerint 12,468 kilométer.

## Települések az út mentén
- (Babót)
- (Kapuvár)
- Hövej
- Himod
- Gyóró
- Cirák